# Oberonia fissipetala
Oberonia fissipetala är en orkidéart som beskrevs av Rudolf Mansfeld. Oberonia fissipetala ingår i släktet Oberonia och familjen orkidéer. Inga underarter finns listade i Catalogue of Life.